# La Venta

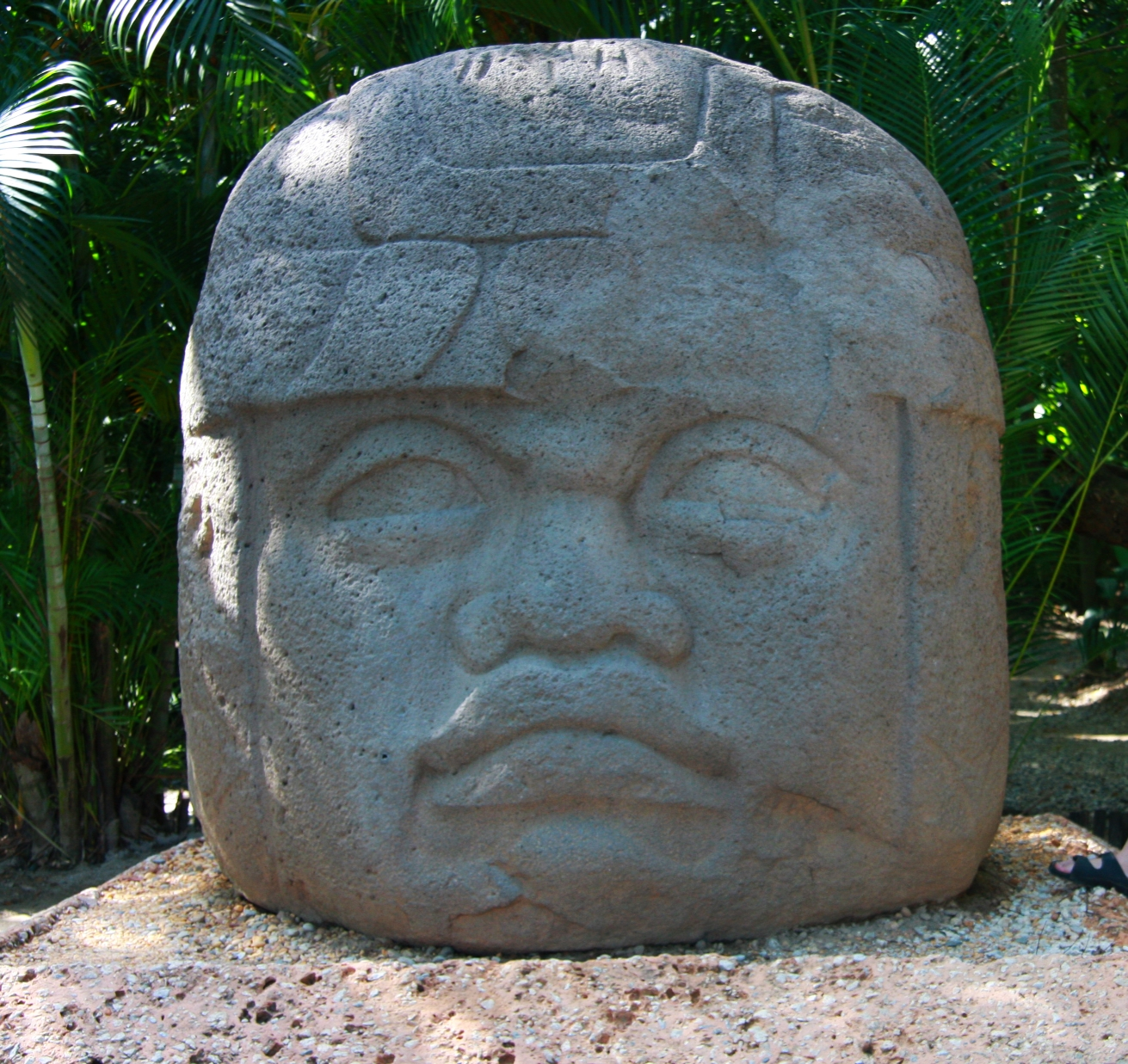
Olmécká velká hlava z La Venty (výška 2,5 m), dnes ve Villahermosa

La Venta bylo významné kultovní středisko Olméků v dnešním Mexiku u Mexického zálivu na nízkém ostrově obklopeném močály s rozlohou asi 5 km². Žilo tu maximálně 150 osob, které vyživovalo obyvatelstvo z okolí.
Existence sídla se datuje do období mezi lety 1200 př. n. l. až 400 př. n. l. s vrcholem po roce 900 př. n. l., kdy (800–400 př. n. l.) bylo sídlo čtyřikrát přestavované. Po roce 400 př. n. l., kdy byly všechny významné památky zničeny, se sídlo využívalo už jen ojediněle na kultovní účely.
Ve středu La Venty je komplex pravidelně uspořádaných staveb. V jeho jižní části se tyčí 30 m vysoká pyramida (základna 125 x 70 m). Uprostřed je obdélníkové nádvoří ohraničené dvěma mohylami. Byly zde nalezeny i početné ukázky výtvarného umění. Všechny přenosné památníky z La Venty byly v moderní době přeneseny do archeologického parku ve Villahermosa.